# Myxine kuoi
Myxine kuoi är en ryggsträngsdjursart som beskrevs av Hin-Kiu Mok 2002. Myxine kuoi ingår i släktet Myxine och familjen pirålar. IUCN kategoriserar arten globalt som otillräckligt studerad. Inga underarter finns listade i Catalogue of Life.